# 조기태
조기태(曺基台, 1945년 4월 25일 ~ )은 대한민국의 제8대 경상남도의원이다.

## 학력
- 부산원예고등학교 졸업

## 경력
- 남해화학 사외이사
- 농협중앙회 이사
- 거제 사등면 농협조합장
- 다큐브백화점 부사장
- 2008.06 ~ 2010.06 제8대 경상남도의회 의원
- 2008.06 ~ 2008.07 제8대 경상남도의회 전반기 농수산위원회 위원
- 2008.07 ~ 2010.06 제8대 경상남도의회 후반기 농수산위원회 위원
- 2008.07 ~ 2010.06 제8대 경상남도의회 후반기 의회운영위원회 위원
- 2008.07 ~ 2010.06 제8대 경상남도의회 후반기 운영특별위원회 위원
- 2008.07 ~ 2010.06 제8대 경상남도의회 후반기 예산결산특별위원회 위원

## 역대 선거 결과
| 실시년도 | 선거       | 대수 | 직책   | 선거구                | 정당     | 득표수   | 득표율          | 순위 | 당락 | 비고           |
| -------- | ---------- | ---- | ------ | --------------------- | -------- | -------- | --------------- | ---- | ---- | -------------- |
| 2008년   | 6·4 재보선 | 8대  | 도의원 | 경남 거제시 제1선거구 | 한나라당 | 6,761 표 | \| \| 28.94% \| | 1위  |      | 초선, 민선 4기 |
|          | 28.94%     |      |        |                       |          |          |                 |      |      |                |